# Bolbotritus bainesi
Bolbotritus bainesi is een keversoort uit de familie boktorren (Cerambycidae). De wetenschappelijke naam van de soort is voor het eerst geldig gepubliceerd in 1871 door Bates.
De soort is vernoemd naar de Engelse kunstschilder en ontdekkingsreiziger Thomas Baines, die de soort ontdekt heeft op een zandbank, gelegen aan de oever van de Mungone-rivier in Zuid-Afrika.